# 846

## Události
- Ludvík II. Němec podnikl výpravu na Moravu, kde sesadil Mojmíra a dosadil Rostislava.
- Saracéni vyplenili Řím.

## Narození
- 1. listopad – Ludvík II. Koktavý, západofranský král

## Úmrtí
- srpen – Mojmír I.

## Hlavy státu
- Velkomoravská říše – Mojmír I. – Rostislav
- Papež – Sergius II.
- Anglie – Wessex a Kent – Ethelwulf
- Skotské království – Kenneth I.
- Východofranská říše – Ludvík II. Němec
- Západofranská říše – Karel II. Holý
- První bulharská říše – Presjan
- Byzanc – Michael III.
- Svatá říše římská – Lothar I. Franský